# Pheidole guilelmimuelleri
Pheidole guilelmimuelleri är en myrart som beskrevs av Auguste-Henri Forel 1886. Pheidole guilelmimuelleri ingår i släktet Pheidole och familjen myror.

## Underarter
Arten delas in i följande underarter:
- P. g. antillana
- P. g. avia
- P. g. bucculenta
- P. g. fera
- P. g. guilelmimuelleri
- P. g. gustavi
- P. g. heyeri
- P. g. mamore
- P. g. ultrix